# Subdoluseps herberti
Subdoluseps herberti — вид сцинкоподібних ящірок родини сцинкових (Scincidae). Мешкає в Таїланді і Малайзії.

## Поширення і екологія
Subdoluseps herberti мешкають на перешийку Кра. Вони живуть у вологих тропічних лісах в передгір'ях.